# Come Tomorrow
Come Tomorrow é o nono álbum de estúdio da banda americana de rock Dave Matthews Band. Seu lançamento ocorreu em 8 de junho de 2018, através da RCA Records. Esse foi o primeiro lançamento da banda desde Away from the World (2012).

## Gravação
Trabalhando entre turnês nos estúdios de Seattle, Los Angeles e Charlottesville, Dave Matthews Band escolheu gravar com vários produtores diferentes, incluindo John Alagia, Mark Batson, Rob Cavallo e Rob Evans.
Nove das 14 faixas de Come Tomorrow foram tocadas ao vivo antes do anúncio oficial do álbum em 25 de abril de 2018. "Do You Remember" foi tocado no Farm Aid de 2017. "Again and Again" apareceu no DMB setlists em 2016 como "Bob Law". "Samurai Cop" tinha sido um regular no Dave & Tim acústico e em shows da banda completa desde 2016. "Here on Out" foi tocada ao vivo apenas uma vez antes do anúncio e que Veio no Seasons of Cuba especial televisionado pela PBS em 2016 com Dave sendo apoiado pela Orquestra de Câmara de Havana. A banda apresentava regularmente "Black and Blue Bird" e "Virginia in the Rain" em shows desde 2015.
As canções mais antigas do álbum, no entanto, são "Cant Stop" e "Idea of You", ambas as quais estavam nas gravações internas da banda desde 2006. Uma versão estendida do "bkdkdkdd" foi previamente tocada ao vivo sob o título de "Be Yourself".

## Performance comercial
Come Tomorrow estreou em primeiro lugar na Billboard 200 dos Estados Unidos, com 292.000 unidades equivalentes de álbuns, tornando-se a maior semana de vendas de um álbum de rock em quatro anos, e a maior semana de vendas de um álbum em 2018 até então, com 285.000 cópias vendidas.

## Faixas
| N.º            | Título                       | Duração |  |
| 1.             | "Samurai Cop (Oh Joy Begin)" | 4:22    |  |
| 2.             | "Can't Stop"                 | 4:43    |  |
| 3.             | "Here On Out"                | 3:18    |  |
| 4.             | "That Girl Is You"           | 3:16    |  |
| 5.             | "She"                        | 3:51    |  |
| 6.             | "Idea of You"                | 4:44    |  |
| 7.             | "Virginia in the Rain"       | 6:09    |  |
| 8.             | "Again and Again"            | 4:25    |  |
| 9.             | "bkdkdkdd"                   | 0:27    |  |
| 10.            | "Black and Blue Bird"        | 3:33    |  |
| 11.            | "Come On Come On"            | 4:39    |  |
| 12.            | "Do You Remember"            | 4:17    |  |
| 13.            | "Come Tomorrow"              | 4:46    |  |
| 14.            | "When I'm Weary"             | 1:56    |  |
| Duração total: | Duração total:               | 54:26   |  |

## Pessoal
Dave Matthews Band
- Carter Beauford – bateria, vocais
- Jeff Coffin – saxofone
- Stefan Lessard – guitarra base
- Dave Matthews – guitarra elétrica e acústica, vocais principais
- Tim Reynolds – guitarra elétrica
- Rashawn Ross – trompete

Músicos adicionais
- Brandi Carlile - vocais de apoio em "Come Tomorrow"
- LeRoi Moore – saxofone em "Can't Stop" e "Idea of You"
- Buddy Strong – orgão em "Black and Blue Bird"
- Butch Taylor – piano em "Can't Stop", "Come On Come On", e "Idea of You"
- Boyd Tinsley – violino em "Idea of You"[12]

Produção
- Produtor(es) – John Alagía, Mark Batson, Rob Cavallo, Rob Evans
- Engenheiro de masterização – Brad Blackwood

## Desempenho nas tabelas musicais
| Paradas (2018)                         | Melhor posição |
| -------------------------------------- | -------------- |
| Canadá (Billboard)                     | 2              |
| Estados Unidos (Billboard 200)         | 1              |
| Nova Zelândia Heatseeker Albums (RMNZ) | 5              |
| Países Baixos (Dutch Charts)           | 24             |
| Suíça (Schweizer Hitparade)            | 42             |